# 포항함
포항함은 다음을 뜻한다.
- PCC-756 포항(포항급 초계함)
- FFG-825 포항(대구급 호위함)

## 같이 보기
- 제목에 "포항함" 항목을 포함한 모든 문서

| Disambiguation icon | 이 문서는 명칭이 같고 같은 종류에 속하는 여러 대상을 연결하는 색인 문서입니다. |